# Karl Müller (poslanec Říšské rady)
Karl Müller (17. června 1869 Třebušín – 4. února 1937 Třebušín) byl rakouský a český politik německé národnosti z Čech, na počátku 20. století poslanec Říšské rady.

## Biografie
Vychodil základní a měšťanskou školu. Profesí byl majitelem zemědělského hospodářství v rodném Třebušíně. Byl členem zdejší obecní rady a působil i jako obecní starosta.
Na počátku 20. století se zapojil i do celostátní politiky. V doplňovacích volbách 7. května 1912 byl místo Franze Kutschera zvolen do Říšské rady (celostátní zákonodárný sbor) za obvod Čechy 107. Usedl do poslaneckého klubu Německý národní svaz, v jehož rámci reprezentoval Německou agrární stranu. Ve vídeňském parlamentu setrval do zániku monarchie.
Po válce zasedal v letech 1918–1919 jako poslanec Provizorního národního shromáždění Německého Rakouska (Provisorische Nationalversammlung).
Zemřel v únoru 1937.